# Jean-Noël Ferragut
Jean-Noël Ferragut est un directeur de la photographie français.

## Biographie
Jean-Noël Ferragut, ancien élève de l'école Louis-Lumière (« Cinéma » 1970), a travaillé comme directeur de la photographie sur plusieurs films de Jean-Pierre Sentier, Coline Serreau et Gaston Kaboré.
Il a représenté l'AFC au conseil d'administration de l'École nationale supérieure Louis-Lumière, établissement dans lequel il est intervenu en tant que formateur.

## Filmographie partielle
- 1978 : Le Paradis des riches de Paul Barge
- 1981 : Le Jardinier de Jean-Pierre Sentier
- 1982 : Skinoussa, paysage avec la chute d’Icare de Jean Baronnet
- 1982 : Qu'est-ce qu'on attend pour être heureux ! de Coline Serreau
- 1983 : Un bruit qui court de Jean-Pierre Sentier
- 1983 : Le Grain de sable de Pomme Meffre
- 1989 : Romuald et Juliette de Coline Serreau
- 1992 : Le Coup suprême de Jean-Pierre Sentier
- 1993 : Rabi de Gaston Kaboré
- 1997 : Buud Yam de Gaston Kaboré
- 1999 : Le Fils du Français de Gérard Lauzier (directeur de la photographie 2ème équipe)
- 2002 : Les Pygmées de Carlo de Radu Mihaileanu (téléfilm)